# Kabinett Tito II
Das Kabinett Tito II wurde am 2. Februar 1946 von Josip Broz Tito in der Föderative Volksrepublik Jugoslawien gebildet, die zwei Tage zuvor war am 31. Januar 1946 die  gegründet worden war. Das Kabinett blieb bis zum 27. April 1950 im Amt und wurde dann vom dritten Kabinett Tito abgelöst.  
Dem Kabinett gehörten folgende Minister an:
| Ministeramt                                          | Amtsinhaber                                       | Partei             | Beginn der Amtszeit                              | Ende der Amtszeit                               |
| ---------------------------------------------------- | ------------------------------------------------- | ------------------ | ------------------------------------------------ | ----------------------------------------------- |
| Ministerpräsident Verteidigung                       | Josip Broz Tito                                   | KPJ                | 2. Februar 1946                                  | 27. April 1950                                  |
| Vize-Ministerpräsident                               | Edvard Kardelj                                    | KPJ                | 2. Februar 1946                                  | 27. April 1950                                  |
| Vize-Ministerpräsident                               | Jaša Prodanović                                   | SRP                | 2. Februar 1946                                  | 1. Juni 1948                                    |
| Vize-Ministerpräsident                               | Aleksandar Ranković                               | KPJ                | 2. Februar 1946                                  | 27. April 1950                                  |
| Vize-Ministerpräsident Staatliche Kontrollkommission | Blagoje Nešković                                  | KPJ                | 2. Februar 1946                                  | 27. April 1950                                  |
| Minister ohne Geschäftsbereich                       | Milovan Đilas                                     | KPJ                | 2. Februar 1946                                  | 27. April 1950                                  |
| Ausschuss für soziale Fürsorge                       | Kirilo Savić                                      |                    | 1. April 1949                                    |                                                 |
| Minister ohne Geschäftsbereich                       | Sava Kosanović                                    | KPJ                | 2. Februar 1946                                  | 27. April 1950                                  |
| Minister ohne Geschäftsbereich                       | Stanoje Simić                                     | SRP                | 31. August 1948                                  | 27. April 1950                                  |
| Auswärtige Angelegenheiten                           | Stanoje Simić Edvard Kardelj                      | SRP KPJ            | 2. Februar 1946 31. August 1948                  | 31. August 1948 27. April 1950                  |
| Inneres                                              | Aleksandar Ranković                               | KPJ                | 2. Februar 1946                                  | 27. April 1950                                  |
| Ausschuss für Kunst und Kultur                       | Vladislav F. Ribnikar Rodoljub Čolaković          |                    | 2. Februar 1946 1. April 1949                    | 1. April 1949 27. April 1950                    |
| Justiz                                               | Frane Frol                                        | CPP                | 2. Februar 1946                                  | 27. April 1950                                  |
| Ausschuss für Volksgesundheit                        | Dimitar Nestorov Pavle Gregorić                   | KPJ                | 2. Februar 1946 1. April 1949                    | 1. April 1949 27. April 1950                    |
| Industrie                                            | Boris Kidrič                                      | KPJ                | 2. Februar 1946                                  | 1. Januar 1948                                  |
| Staatliche Planungskommission                        | Andrija Hebrang Boris Kidrič                      | KPJ 1. Januar 1948 | 2. Februar 1946                                  | 1. Januar 1948 27. April 1950                   |
| Finanzen                                             | Sreten Žujović Dobrivoje Radosavljević            | KPJ                | 2. Februar 1946 6. Mai 1948                      | 6. Mai 1948 27. April 1950                      |
| Außenhandel                                          | Nikola Petrović Milentije Popović                 | KPJ                | 2. Februar 1946 1. Januar 1948                   | 1. Januar 1948 27. April 1950                   |
| Bergbau                                              | Bane Andrejev Svetozar Vukmanović-Tempo           | MAK                | 2. Februar 1946 1. April 1949                    | 1. April 1949 7. Februar 1950                   |
| Rat für Energie und Bergbauindustrie                 | Svetozar Vukmanović-Tempo                         |                    | 7. Februar 1950                                  | 27. April 1950                                  |
| Leichtindustrie                                      | Božidar Maslarić Josip Cazi                       |                    | 1. Januar 1948 1. April 1949                     | 1. April 1949 14. April 1950                    |
| Schwerindustrie                                      | Franc Leškovšek                                   |                    | 1. Januar 1948                                   | 27. April 1950                                  |
| Landwirtschaft                                       | Vaso Čubrilović Petar Stambolić Mijalko Todorović | SAP KPJ            | 2. Februar 1946 1. Januar 1947 5. September 1948 | 1. Januar 1947 5. September 1948 14. April 1950 |
| Forstwirtschaft                                      | Vaso Čubrilović                                   | SAP                | 2. Februar 1946                                  | 14. April 1950                                  |
| Transport                                            | Todor Vujasinović Božidar Maslarić                | SAP                | 2. Februar 1946 1. April 1949                    | 1. April 1949 27. April 1950                    |
| Öffentliche Arbeiten                                 | Vlado Zečević                                     | IDP                | 2. Februar 1946                                  | 27. April 1950                                  |
| Arbeit                                               | Vicko Krstulović Ljupčo Arsov                     |                    | 2. Februar 1946 1. Januar 1948                   | 1. Januar 1948 27. April 1950                   |
| Handel und Versorgung                                | Zajm Sarać Jakov Blažević Osman Karabegović       |                    | 2. Februar 1946 1. Januar 1948 1. April 1949     | 1. Januar 1948 1. April 1949 14. April 1950     |
| Befreite Gebiete                                     | Većeslav Holjevac                                 |                    | 1. April 1949                                    | 27. April 1950                                  |
| Eisenbahnen                                          | Todor Vujasinović                                 | SAP                | 1. April 1949                                    | 27. April 1950                                  |
| Schifffahrt                                          | Ante Vrkljan Vicko Krstulović                     |                    | 2. Februar 1946 1. Januar 1948                   | 1. Januar 1948 27. April 1950                   |
| Post und Telegrafie                                  | Drago Marušič Zajm Sarać                          |                    | 2. Februar 1946 1. Januar 1948                   | 1. Januar 1948 27. April 1950                   |
| Elektrifizierung                                     | Nikola Petrović                                   | KPJ                | 1. Januar 1948                                   | 7. Februar 1950                                 |
| Wasserwirtschaft                                     | Bane Andrejev                                     | MAK                | 1. April 1949                                    | 7. Februar 1950                                 |
| Staatliche Versorgung                                | Jakov Blažević                                    |                    | 1. April 1949                                    | 27. April 1950                                  |